# Sijtse Jansma
Sijtse Jansma (Hollandia, Frízföld, Leeuwarden, 1898. május 22. – Hollandia, Amszterdam, 1977. december 4.) olimpiai ezüstérmes holland kötélhúzó.
Az első világháború utáni olimpián, az 1920. évi nyári olimpiai játékokon indult kötélhúzásban. A döntőben a brit, londoni rendőrségi csapat ellen kaptak ki, majd az ezüstéremért küzdöttek meg a belgákkal. A verseny Bergvall-rendszer szerint zajlott. Rajtuk kívül még négy ország indult (amerikaiak, belgák, britek és az olaszok).